# アルフレッド・メイム
アルフレッド・メイム (仏：Henri-Armand-Alfred Mame、1811年8月17日 - 1893年4月12日）はフランスの出版者、編集者、印刷業者。
メイムはアンジューとトゥールで出版社の「エディシオン・メイム」を長期にわたって経営した。彼は製紙から印刷・製本・発送にいたる一括システムを導入し、宗教書・聖書を中心とした美しい本を数多く出版した。

## 生涯

### メイム家の系譜
アルフレッド・メイムはアンジュー出身の印刷業者、アルマン・メイム (1776-1848) の息子として生まれた。アルマンの父親であるピエール＝シャルル・メイム (1747-1825) は、1778年にアンジューに書店を、1781年に出版社のエディシオン・メイムをそれぞれ設立した。これは主に2つの新聞を発行するためだった。ピエールは聖職者でアンジェ大学の出版者でもあった。フランス衛兵隊のルイ＝ラザール・オッシュはピエールの娘との結婚を望んでいた。1802年にピエールは自社を長男のシャルル・マチュー (1774-1842) に譲渡した。シャルルの娘エミリー・ロシーヌ (1797-1866) は、書店員で編集者のシャルル・ゴスランと結婚した。

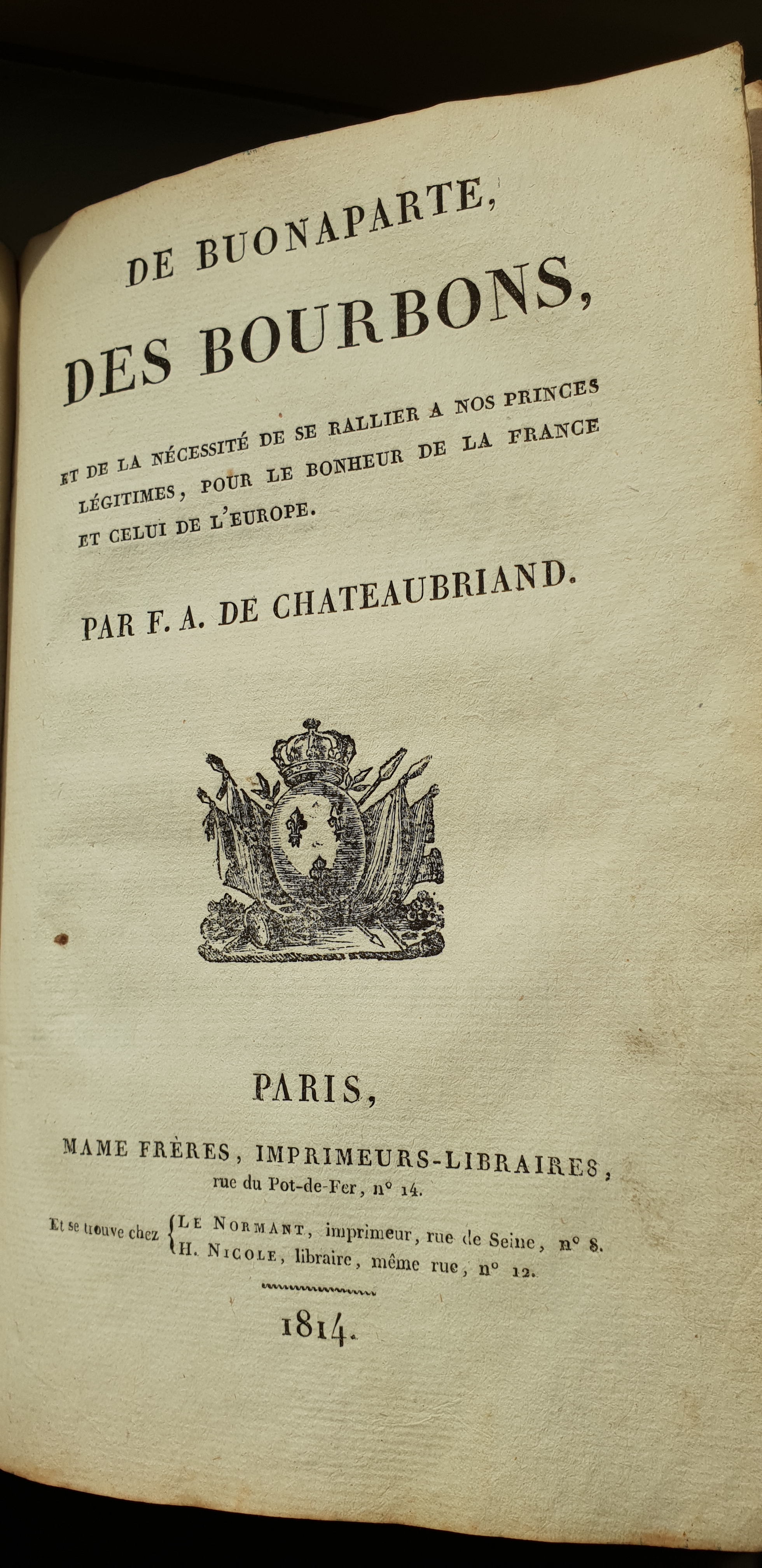
「ボナパルトとブルボン家」
(初版の標題紙、1814年)

ピエールの次男ルイ (1775-1839) は書店員兼編集者となった。彼はパリで批評家のアンヌ・ルイーズ・ジェルメーヌ・ド・スタールの著書を出版したが失敗した。しかし、彼はフランス帝国末期にフランソワ＝ルネ・ド・シャトーブリアンによる、ナポレオンを批判したエッセイ「ボナパルトとブルボン家」を出版し、意趣返しを果たした。ピエールの三男アルマン (1776-1848) は、父親が1796年に設立したトゥールの出版社で新しい印刷機を開発し、アンドル＝エ＝ロワール県とトゥール大司教区の印刷物を発行した。1833年にアルマンは甥で義息のエルネスト・メイムに経営譲渡する。1845年にエルネストはアルフレッドに出版社の経営を譲り、トゥール市長となった。

### 革新的な実業家
アルフレッド・メイムは1833年から1845年にかけて、いとこのエルネスト・メイムと共同でいくつかの古典や宗教的な本を出版したのち、印刷・製本・販売・発送などの出版に関するすべての部門をグループ化し、社内で複数のワークショップを統合するアイデアを発案し、実践した。これは鉄鋼産業都市のル・クルーゾにならって、「文学クルーゾ」と呼ばれた。

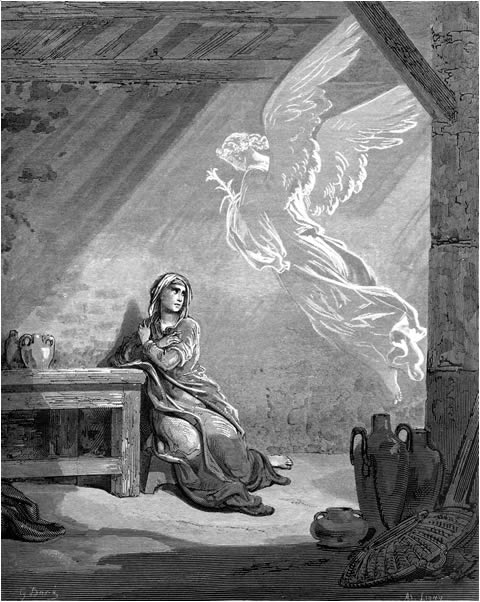
「受胎告知」(ドレ画、1866年)

メイムの出版社は宗教出版の規範となり、ローマ・ミサ典礼書の版権を得た。1850年のファルー法発布も追い風となり、学校教科書やキリスト教青少年図書館の本も出版したが、そのなかの一冊「ラ・トゥレーヌ」(La Touraine - Histoire et monuments 1855) は当時最も多くの挿絵が入った本で、1855年のパリ万博にも出展された。同社のカタログにはギュスターヴ・ドレの挿絵本やレオポール・フラマンの版画が入ったアルフォンス・ヴェトー著の「シャルルマーニュ」、アンリ・ワロン (政治家)著の「サン＝ルイ」、そのほかに素晴らしい挿絵入りの聖書などがある。

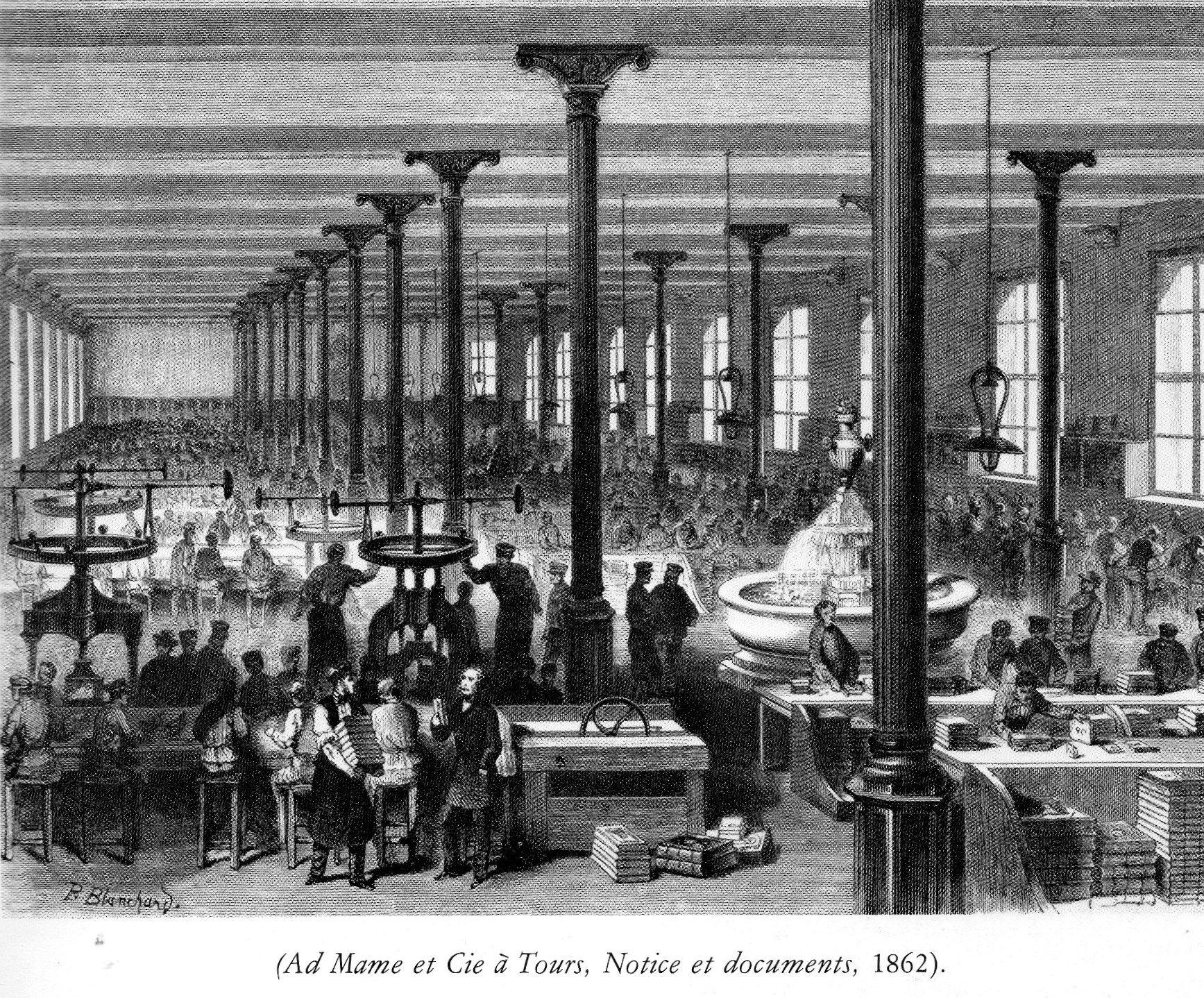
1860年頃のトゥール工場
(振り子式印刷機が見える)

メイムはデカルト (アンドル＝エ＝ロワール県)の製紙工場のオーナーのひとりでもあった。共同出資者にはエルネスト・メイム、アンリ・グアン、ウジェーヌ・グアン、シャルル・ド・モンゴルフィエらがいた。したがって、メイムの出版社で製作される本は植物から紙を作る工程から製本（ルリユール・アンデュストリエル）に至るまで、すべてのプロセスが彼に雇用された労働者によっていたと言える。1865年以降、ここで毎日3,000から4,000キログラムの本が出版された。
メイムの工場で働いていた労働者は1848年の時点で600人いたが、1863年に1,200人、1866年には1,500人を雇用した。カトリックの思想に感化されたメイムは、60歳以上の従業員のために、会社の全額出資による年金基金を設立した。さらに彼が設立した学校は「社会の調和と労働者の福利が最高に保たれている模範的な施設」に与えられる賞金10,000フランを獲得した。1874年には、従業員が会社の利益を共有できるシステムを構築した。1853年、メイムの出版社は年間450万部の本を出版した。1863年には600万部に達した。
メイムは政界への進出を目論んだが成功しなかった。彼は1877年10月14日に行なわれたトゥール第一区の議会選挙に保守党 (フランス第三共和政)の議員候補者として、トゥール初の非宗教的な女子学校を設立した共和党のアントワーヌ＝デュドネ・ベルへの対立候補として立候補した。メイムはベル候補の12,006票に対して7,456票で敗北した。
1858年、メイム家はピレネー山脈のリュションで休暇を過ごした。彼らに同行していた若い友人のアルフレッド・トネルはのちにピレネー山脈を題材とする芸術運動、ピレネー主義の推進者となった。トネルはこの山域の頂上を目指し、フォルカナダへの初登頂を果たし、アルト・アラゴンの山々を経て、ピレネー山脈東部を散策した。彼は腸チフスによって26歳で死ぬ前に、ピレネー主義の主要な作品である旅行日記を残した。この日記を含むトネルの著書はメイムの出版社から出版されて大成功を収めた。

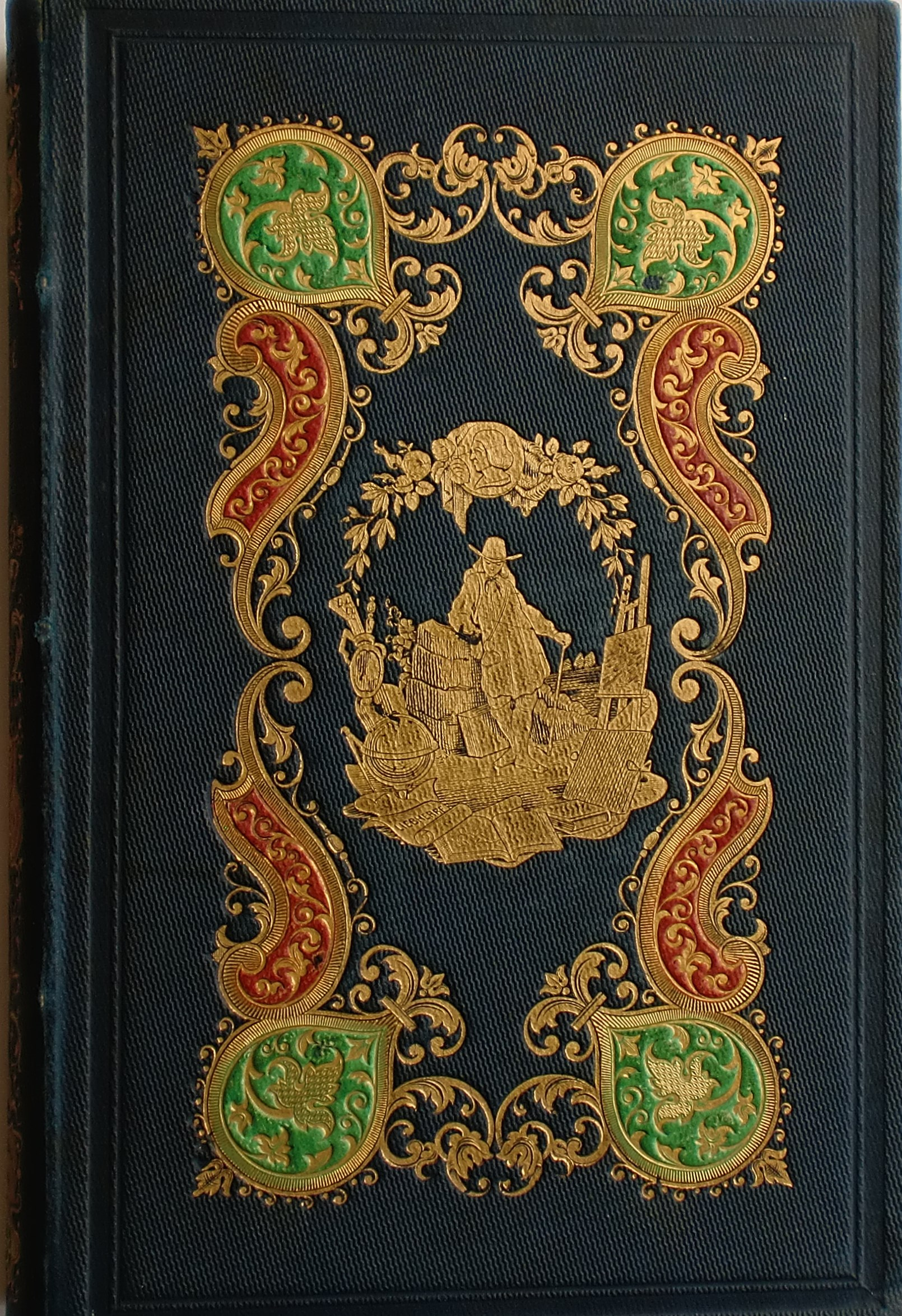
「パリの歴史と記念碑」1852年

フランス第二帝政ののち、メイムの出版社はフランス第二の宗教出版社となったが、最初の工業製本業者および、子供向けの美しい本のための製本技術、カルトネージュ・ロマンティークの開発者となった。とくに後者は名高く、多くの賞を受けた。
1870年頃、彼は工場の従業員のために62戸の住居からなる社宅街、スィテ・メイムを造成した。彼の友人で市長となったウジェーヌ・グアンはこの街に「アルフレッド・メイム」と名づけた。1890年、メイムはウジェーヌ・グアンやギヨーム・メニャンとともに、ジャンヌ・ダルクの像を建てるために結成された保安委員会の名誉会長となった。1893年にアルフレッド・メイムが没したあとは、1900年まで息子のポール・メイム (1833-1903) が出版社の経営を引き継いだ。ポールは出版社、ダローズの相続人であるマリー・ダローズと結婚した。

## エディシオン・メイム

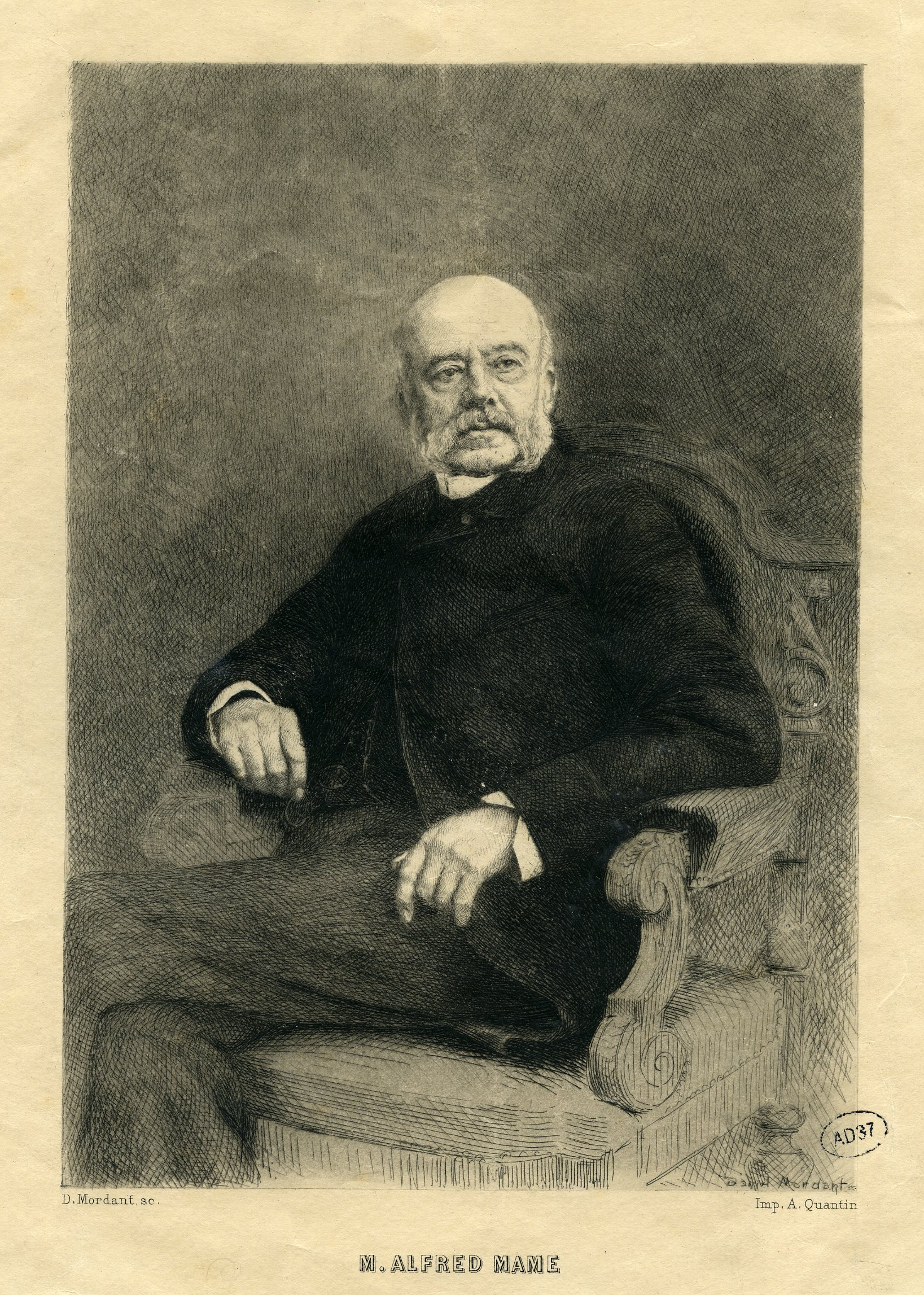
晩年のアルフレッド・メイム

1778年、ピエール＝シャルル・メイムによってアンジュ―に設立されたメイムの工場は、アルフレッドの経営によって大きく発展し、ピークに達した。アルフレッドの死後、エディシオン・メイムは印刷と成型業務に特化して、宗教書の出版活動を続けた。アルマン・メイム (1864-1926) は、戦争終結を活用し、トゥールで不動産投資を展開して非常な成功を収めた。ホセ・フェデル神父が著した「日々のミサ経典」は、長きにわたってメイム家のベストセラーとなった。
1940年、第二次世界大戦中の砲撃でメイム家の敷地は破壊された。1945年に、アルフレッド・メイム (1909-1994) が会社を引き継ぎ、1950年に完全に近代化された広大な工場「アンプリマリー・メイム」の建設を開始した。1980年、メイム家は会社をベルギーの出版社、デスクレ・ド・ブラウワーに売却した。事業は段階的にメディア・パティシペーションズに引き継がれた。現在、メイム・ブランドはフルーリュス (出版社)グループの一部門となっている。

## 関連項目

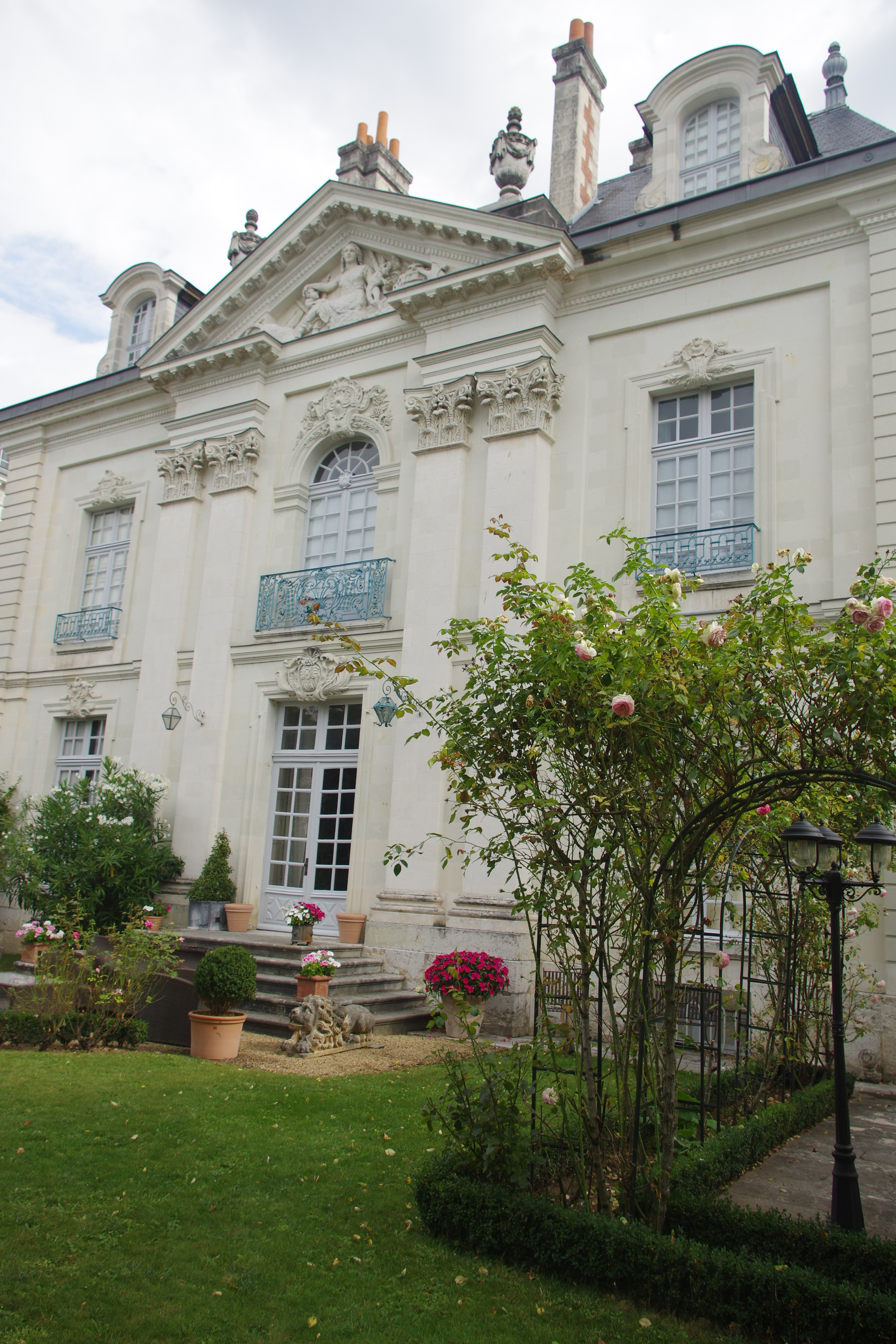
「オテル・メイム」
トゥール、エミール・ゾラ通り